# Планель, Робер
Робе́р Плане́ль (фр. Robert Planel; 2 января 1908, Монтелимар — 25 мая 1994, Париж) — французский композитор, музыкальный педагог, скрипач и общественный деятель в сфере образования.

## Биография
Робер Планель родился в семье музыкального педагога Альфонса Планеля (1869—1947), основателя музыкальной школы в Монтелимаре. Он начал заниматься музыкой в детстве. С 1914 по 1918 год Планель занимался на скрипке у солиста оркестра Парижской оперы Рене Шедекаля. С 1922 по 1933 год он учился в Парижской консерватории, где его педагогами были Фирмен Туш (скрипка), Жан Галлон (гармония), Жорж Коссад (полифония), Анри Бюссе и Поль Видаль (композиция). В 1933 году Роберу Планелю большинством голосов (23 из 30) была присуждена Римская премия за кантату «Idylle funambulesque», после чего он провёл три года на вилле Медичи в Риме.
В 1939 году во время Второй мировой войны Планель был мобилизован на военную службу. Он организовал военный оркестр из французских и тунисских музыкантов, исполнявший военные марши, а также классическую, джазовую и народную музыку. После войны Робер Планель работал в области музыкального образования и занимал различные посты в Парижских государственных организациях. Композиторское наследие Робера Планеля включает в себя произведения различных жанров, однако большинство его сочинений написаны для камерных ансамблей.
Старший брат Робера Планеля Жан Планель (1903—1986) также стал профессиональным музыкантом, певцом и композитором. Он был дважды награждён высшей французской национальной наградой в области звукозаписи «Grand Prix du Disque». Его дочь Элен (р. 1936), племянница Робера, стала музыкальным педагогом.